# Барбара Картленд
Барбара Картленд (англ. Barbara Cartland; 9 липня 1901, Бірмінгем, Англія — 21 травня 2000, Гатфілд, графство Гартфордшир, Англія) — англійська письменниця, одна з найбільш плідних авторок XX століття. Стала відомою завдяки своїм численним любовним романам; також публікувалася під ім'ям Барбара Мак-Коркодейл.

## Біографія
У 1927 році вийшла заміж за офіцера Х'ю Мак-Коркодейла й у них народилася дочка Рейн. У 1936-му році після скандального розлучення Барбара вийшла за його кузена Х'ю (пом. 1963) і стала матір'ю ще двох синів — Глена та Ієна. Стала однією з найбільш знаменитих фігур лондонського суспільства, з'являючись на публічних заходах і на телебаченні й розмірковуючи про здоров'я, політику та моду. У 1990 році була зведена в ранг Дами-командора Ордена Британської імперії. Дочка Картленд від першого шлюбу стала мачухою принцеси Діани. Відомо, що сама Діана захоплювалася романами Барбари Картленд, але стосунки з письменницею у неї були натягнутими, і Картленд не схвалювала особисте життя Діани.

## Творчість
Входить до числа письменників з великою кількістю перекладів, за даними бази даних ЮНЕСКО, перебуває на 7-му місці за кількістю врахованих ЮНЕСКО перекладних видань, авторка 723 книг. Картленд належить рекорд, занесений в книгу Гіннеса: за один 1983 рік вона випустила 26 романів. З її книг 657 — любовні романи, видані в усьому світі тиражем близько мільярда примірників. Крім романів, вона укладала збірники рецептів, писала книги про здоровий спосіб життя, ведення домашнього господарства, автобіографії та біографії сучасників. Після смерті в архіві письменниці залишилося ще понад сто романів, і нові книжки Барбари Картленд виходять донині. Твори Барбари Картленд неодноразово екранізувалися.
Перший роман «Пилка, що танцює джигу» був опублікований в 1923 р. Сюжет романів Картленд розгортається по одній і тій же схемі: юна дівчина закохується в чоловіка, найчастіше аристократа (графа, герцога, принца); різні інтриги (любовні, політичні, шпигунські) заважають з'єднанню закоханих, але в підсумку все закінчується весіллям.